# زایریل منابات
زایریل منابات (انگلیسی: Xyriel Manabat؛ زادهٔ ۲۷ ژانویهٔ ۲۰۰۴) بازیگر اهل فیلیپین است.